# Oidiodendron chlamydosporicum
Oidiodendron chlamydosporicum är en svampart som beskrevs av Morrall 1968. Oidiodendron chlamydosporicum ingår i släktet Oidiodendron och familjen Myxotrichaceae.   Inga underarter finns listade i Catalogue of Life.